# Lauda sepulcral de Giovanni Pecci
La lauda sepulcral de Giovanni Pecci és una escultura en relleu realitzada en bronze per Donatello, situada al paviment de la Catedral de Siena i que data a la ratlla de 1426. Mida 247 x 88 cm.

## Història
Giovanni Pecci va ser bisbe de Grosseto, i va morir l'1 de març 1426. L'execució de la seva làpida sepulcral li va ser encarregada a Donatello, que estava treballant a Siena a la conclusió de la pica baptismal al Baptisteri. L'estil stiacciato del mestre florentí va ser adaptat particularment bé a la disposició sobre el paviment.

## Descripció
Es representa exactament a la llitera per al transport dels difunts, com ho demostren les dues nanses a la part inferior. Donatello, que va ser capaç de donar al relleu magistralment una sensació de profunditat i gruix, en un mínim espai de gruix, el que va representar la correcció òptica per a aconseguir el punt de vista de l'espectador, això es veu particularment bé col·locant-se des dels peus, dels quals fa l'efecte de poder veure les seves plantes.
Els plecs de les vestidures crea una sensació típica de l'artista, mentre que la cara del bisbe es mostra serena i de línies suaus, per contrast amb la resta. El coixí es recolza sobre un nínxol en forma de petxina, tant característic a l'art del Renaixement.
Existeix una inscripció a la part inferior, entre dos escuts d'armes dels Pecci, on es mostra el nom, títol i data de la mort del representat, col·locada en forma de cartel·la sostesa per dues figuretes a cada costat. Hi ha una altra inscripció amb la signatura de l'autor: Opus Donatelli.